# Nyang-Sprachen
Die Nyang-Sprachen oder Mamfe-Sprachen (kurz Nyang oder Mamfe) bilden eine kleine Untereinheit der südlichen  bantoiden Sprachen, eines Zweiges der Benue-Kongo-Sprachen, die ihrerseits zum Niger-Kongo gehören.
Die drei Nyang-Sprachen werden von rund 80.000 Menschen in West-Kamerun gesprochen. Die bedeutendste Sprache ist das Nyang mit 65.000 Sprechern, nach der die Gruppe benannt wird.
Position des Nyang (Mamfe) innerhalb des Niger-Kongo
- Niger-Kongo > Volta-Kongo > Benue-Kongo > Ost-Benue-Kongo > Bantoid-Cross > Bantoid > Süd-Bantoid > Nyang

Die Nyang-Sprachen
- Nyang
  - Nyang (Kenyang, Banyang, Manyang) (65 Tsd.)
    - Dialekte: Ober-Nyang, Unter-Nyang; Balong, Manyemen, Kicwe, Kitwii, Twii, Manyeman

  - Denya (Anyang) (12 Tsd.)
  - Kendem (1,5 Tsd.)

Von einigen Forschern werden das Mbe (Sprachcode mfo) und die Nyang-Sprachen mit den Ekoiden Sprachen zu einer genetischen Einheit Ekoid-Nyang zusammengefasst.